# Triacétate de cellulose
Le triacétate de cellulose, aussi appelé triacétate, est un ester de cellulose fabriqué par traitement de la cellulose par l'acide acétique.

## Composition
Le triacétate se compose de trois radicals d'acétate sur chaque unité de D-Anhydroglucopyranosede la molécule cellulosique.
Il est chimiquement similaire à l'acétate de cellulose et au diacétate de cellulose.

## Utilisation
Le triacétate de cellulose est utilisé dans les techniques de dessin animé traditionnel, dans les feuilles transparentes où l'on place les personnages et objets animés et que l'on appelle celluloïd et qui remplace aujourd'hui la matière portant ce nom.
Il a aussi remplacé le celluloïd dans l'industrie photographique et cinématographique. Le celluloïd étant inflammable et les pellicules de cinéma étant soumises à de fortes températures en projection, il a été remplacé par une base en triacétate beaucoup plus sûre (mention « Safety film » sur certaines anciennes pellicules). C'est actuellement le support de presque toutes les pellicules photographiques disponibles sur le marché, certaines utilisant un support PET plus transparent.